# Грег Джонсон (хокеїст)
Грег Джонсон (англ. Greg Johnson, нар. 16 березня 1971, Тандер-Бей — пом. 7 липня 2019) — канадський хокеїст, що грав на позиції центрального нападника. Грав за збірну команду Канади. У 1994 році став срібним призером зимових Олімпійських ігор у Ліллегаммері.
Провів понад 800 матчів у Національній хокейній лізі.
Його молодший брат — Раян Джонсон, також був гравцем НХЛ.

## Ігрова кар'єра
Хокейну кар'єру розпочав 1988 року в ХЛСШ.
1989 року був обраний на драфті НХЛ під 33-м загальним номером командою «Філадельфія Флаєрс».
Протягом професійної клубної ігрової кар'єри, що тривала 13 років, захищав кольори команд «Детройт Ред-Вінгс», «Піттсбург Пінгвінс», «Чикаго Блекгокс» та «Нашвілл Предаторс».
З 2002 до 2006 року був капітаном клубу «Нашвілл Предаторс».
Загалом провів 822 матчі в НХЛ, включаючи 37 ігор плей-оф Кубка Стенлі.
Був гравцем молодіжної збірної Канади, у складі якої брав участь у 7 іграх. Виступав за дорослу збірну Канади, на головних турнірах світового хокею провів 16 ігор в її складі.

## Статистика

### Клубні виступи
| Сезон        | Клуб                         | Ліга         | Регулярний сезон | Регулярний сезон | Регулярний сезон | Регулярний сезон | Регулярний сезон | Плей-оф | Плей-оф | Плей-оф | Плей-оф | Плей-оф |
| Сезон        | Клуб                         | Ліга         | І                | Г                | П                | О                | ШХ               | І       | Г       | П       | О       | ШХ      |
| ------------ | ---------------------------- | ------------ | ---------------- | ---------------- | ---------------- | ---------------- | ---------------- | ------- | ------- | ------- | ------- | ------- |
| 1988–89      | «Тандер-Бей Флаєрс»          | ХЛСШ         | 47               | 32               | 64               | 96               | 4                | 12      | 5       | 13      | 18      | 0       |
| 1989–90      | Університет Північної Дакоти | ЗСХА         | 44               | 17               | 38               | 55               | 11               | —       | —       | —       | —       | —       |
| 1990–91      | Університет Північної Дакоти | ЗСХА         | 38               | 18               | 61               | 79               | 6                | —       | —       | —       | —       | —       |
| 1991–92      | Університет Північної Дакоти | ЗСХА         | 39               | 20               | 54               | 74               | 8                | —       | —       | —       | —       | —       |
| 1992–93      | Університет Північної Дакоти | ЗСХА         | 34               | 19               | 45               | 64               | 18               | —       | —       | —       | —       | —       |
| 1993–94      | «Адірондак Ред-Вінгс»        | АХЛ          | 3                | 2                | 4                | 6                | 0                | 4       | 0       | 4       | 4       | 2       |
| 1993–94      | «Детройт Ред-Вінгс»          | НХЛ          | 52               | 6                | 11               | 17               | 22               | 7       | 2       | 2       | 4       | 2       |
| 1994–95      | «Детройт Ред-Вінгс»          | НХЛ          | 22               | 3                | 5                | 8                | 14               | 1       | 0       | 0       | 0       | 0       |
| 1995–96      | «Детройт Ред-Вінгс»          | НХЛ          | 60               | 18               | 22               | 40               | 30               | 13      | 3       | 1       | 4       | 8       |
| 1996–97      | «Детройт Ред-Вінгс»          | НХЛ          | 43               | 6                | 10               | 16               | 12               | —       | —       | —       | —       | —       |
| 1996–97      | «Піттсбург Пінгвінс»         | НХЛ          | 32               | 7                | 9                | 16               | 14               | 5       | 1       | 0       | 1       | 2       |
| 1997–98      | «Піттсбург Пінгвінс»         | НХЛ          | 5                | 1                | 0                | 1                | 2                | —       | —       | —       | —       | —       |
| 1997–98      | «Чикаго Блекгокс»            | НХЛ          | 69               | 11               | 22               | 33               | 38               | —       | —       | —       | —       | —       |
| 1998–99      | «Нашвілл Предаторс»          | НХЛ          | 68               | 16               | 34               | 50               | 24               | —       | —       | —       | —       | —       |
| 1999–00      | «Нашвілл Предаторс»          | НХЛ          | 82               | 11               | 33               | 44               | 40               | —       | —       | —       | —       | —       |
| 2000–01      | «Нашвілл Предаторс»          | НХЛ          | 82               | 15               | 17               | 32               | 46               | —       | —       | —       | —       | —       |
| 2001–02      | «Нашвілл Предаторс»          | НХЛ          | 82               | 18               | 26               | 44               | 38               | —       | —       | —       | —       | —       |
| 2002–03      | «Нашвілл Предаторс»          | НХЛ          | 38               | 8                | 9                | 17               | 22               | —       | —       | —       | —       | —       |
| 2003–04      | «Нашвілл Предаторс»          | НХЛ          | 82               | 14               | 18               | 32               | 33               | 6       | 1       | 2       | 3       | 0       |
| 2005–06      | «Нашвілл Предаторс»          | НХЛ          | 68               | 11               | 8                | 19               | 10               | 5       | 0       | 1       | 1       | 2       |
| Усього в НХЛ | Усього в НХЛ                 | Усього в НХЛ | 785              | 145              | 224              | 369              | 345              | 37      | 6       | 7       | 13      | 14      |

### Збірна
| Рік                | Команда            | Турнір             | Місце              | І  | Г | П  | О  | ШХ |
| ------------------ | ------------------ | ------------------ | ------------------ | -- | - | -- | -- | -- |
| 1991               | Канада             | МЧС                | 1                  | 7  | 4 | 2  | 6  | 0  |
| 1992–93            | Канада             | ТМ                 | —                  | 23 | 6 | 14 | 20 | 2  |
| 1993               | Канада             | ЧС                 | 4-е                | 8  | 1 | 2  | 3  | 2  |
| 1993–94            | Канада             | ТМ                 | —                  | 14 | 2 | 9  | 11 | 4  |
| 1994               | Канада             | ОІ                 | 2                  | 8  | 0 | 3  | 3  | 0  |
| Молодіжна збірна   | Молодіжна збірна   | Молодіжна збірна   | Молодіжна збірна   | 7  | 4 | 2  | 6  | 0  |
| Національна збірна | Національна збірна | Національна збірна | Національна збірна | 53 | 9 | 28 | 37 | 8  |